# Список эпизодов телесериала «Дэлзил и Пэскоу»
«Дэ́лзил и Пэ́скоу» (англ. Dalziel and Pascoe) — британский детективный телесериал производства BBC One, в жанре «полицейская драма», снятый на основе детективных повестей и романов Реджинальда Хилла. Первый эпизод вышел на экраны 16 марта 1996 года, а последний 22 июня 2007 года. Всего было выпущено 12 сезонов, 46 эпизодов. Телесериал неоднократно номинировался на престижные премии в области телевидения. Телесериал демонстрировался в России, русской версией канала Universal.
Телесериал рассказывает о том, как в йоркширскую полицию в отдел убийств на работу устраивается молодой полицейский Питер Пэскоу. Он становится напарником начальника отдела Эндрю Дэлзила, известного своим колким характером. Пэскоу — полная противоположность Дэлзила: воспитан, всегда галантен. Несмотря на несоответствие характеров, их отношения перерастают в крепкую мужскую дружбу. За 12 сезонов напарники и их коллеги расследуют множество убийств с разным мотивом, в разных городах Великобритании и даже за её пределами. Одновременно с этим развивалась личная жизнь главных персонажей телесериала.
Первые эпизоды были экранизациями романов Реджинальда Хилла. Большинство других эпизодов были сняты на основе оригинальных сценариев от BBC One (часть из них позднее была новеллизирована Хиллом).
Ниже представлен список серий сериала в хронологическом порядке (по датам выхода серий).

## Описание сезонов
| Сезон | Сезон | Количество эпизодов | Премьера первого эпизода | Премьера последнего эпизода | Дата выхода DVD  | Дата выхода DVD  | Дата выхода DVD | Дата выхода DVD |
| Сезон | Сезон | Количество эпизодов | Премьера первого эпизода | Премьера последнего эпизода | Регион 1         | Регион 2         | Регион 4        |                 |
| ----- | ----- | ------------------- | ------------------------ | --------------------------- | ---------------- | ---------------- | --------------- | --------------- |
|       | 1     | 3                   | 16 марта 1996            | 30 марта 1996               | 9 марта 2010     | 25 сентября 2006 | 6 сентября 2007 |                 |
|       | 2     | 4                   | 14 июня 1997             | 12 июля 1997                | 14 сентября 2010 | 19 марта 2007    | 2 апреля 2008   |                 |
|       | 3     | 4                   | 21 марта 1998            | 25 октября 1998             | 8 марта 2011     | н/д              | 6 января 2011   |                 |
|       | 4     | 4                   | 12 июня 1999             | 3 июля 1999                 | 20 сентября 2011 | н/д              | 3 мая 2011      |                 |
|       | 5     | 4                   | 1 июля 2000              | 22 июля 2000                | 6 марта 2012     | н/д              | 2 августа 2011  |                 |
|       | 6     | 4                   | 29 октября 2001          | 19 ноября 2001              | 14 августа 2012  | н/д              | 2 февраля 2012  |                 |
|       | 7     | 5                   | 30 сентября 2002         | 22 декабря 2002             | 5 марта 2013     | н/д              | 7 июня 2012     |                 |
|       | 8     | 4                   | 3 января 2004            | 24 января 2004              | 17 сентября 2013 | н/д              | 3 октября 2012  |                 |
|       | 9     | 4                   | 30 января 2003           | 21 февраля 2004             | TBA              | н/д              | 3 апреля 2013   |                 |
|       | 10    | 5                   | 6 марта 2006             | 11 апреля 2006              | TBA              | н/д              | TBA             |                 |
|       | 11    | 2                   | 3 сентября 2006          | 11 сентября 2006            | TBA              | н/д              | TBA             |                 |
|       | 12    | 3                   | 6 мая 2007               | 22 июня 2007                | TBA              | н/д              | TBA             |                 |

### Первый сезон (1996)
| Номер | Название                                                | Режиссёр         | Сценарий           | Дата премьеры |  |
| --- | ------------------------------------------------------- | ---------------- | ------------------ | ------------- |  |
| 1 (1x01) | «Приветливая женщина» (англ. A Clubbable Woman)         | Росс Девениш     | Алан Плэйтер       | 16 марта 1996 |  |
| В отдел убийств полиции Йоркшира на работу приходит новый работник — Питер Пэскоу. Он становится напарником опытного, но колкого и грубоватого детектива Эндрю Дэлзила, начальника отдела. Вместе они расследуют убийство жены члена клуба регби. Дэлзил знакомится с девушкой Пэскоу — молодой писательницей Элли. |                                                         |                  |                    |               |  |
| |                                                         |                  |                    |               |  |
| 2 (2x01) | «Преимущество опыта» (англ. An Advancement of Learning) | Морис Филлипс    | Алан Плэйтер       | 23 марта 1996 |  |
| Во дворе университета, где работает Элли, находят закопанный скелет. Выясняется, что это ректор университета, которую все считали погибшей за границей 4 года назад. Дэлзил и Пэскоу приступают к расследованию. Пэскоу продолжает свои отношения с Элли.                                                           |                                                         |                  |                    |               |  |
| |                                                         |                  |                    |               |  |
| 3 (3x01) | «Осенний саван» (англ. An Autumn Shroud)                | Ричард Стандевер | Малькольм Брэдбери | 30 марта 1996 |  |
| Питер и Элли женятся и едут в медовый месяц. Дэлзил едет в отпуск и встречает женщину, недавно похоронившую мужа. Между ними начинаются романтические отношения, но всё меняется, когда Дэлзил узнаёт, что её муж умер при загадочных обстоятельствах, и в её жизни это не первая подобная смерть.                  |                                                         |                  |                    |               |  |
| |                                                         |                  |                    |               |  |

### Второй сезон (1997)
| Номер | Название                                        | Режиссёр       | Сценарий           | Дата премьеры |  |
| --- | ----------------------------------------------- | -------------- | ------------------ | ------------- |  |
| 4 (1x02) | «Всепоглощающая страсть» (англ. Ruling Passion) | Гаррет Дэвис   | Малькольм Брэдбери | 14 июня 1997  |  |
| Дэлзил и Пэскоу расследуют серию ограблений. В отдел приходит новый работник — Санджай Сикх. Питер с беременной Элли едет к друзьям за город, но находит троих из них убитыми, а четвёртый вообще исчез. Пэскоу решает расследовать это убийство. Элли рожает девочку, которую называют Рози. Эндрю становится крёстным отцом девочки. |                                                 |                |                    |               |  |
| |                                                 |                |                    |               |  |
| 5 (2x02) | «Убивающая доброта» (англ. A Killing Kindness)  | Эдвард Беннетт | Малькольм Брэдбери | 21 июня 1997  |  |
| Дэлзил и Пэскоу расследуют убийства молодых женщин, совершаемые маньяком. После каждого убийства маньяк звонит в газету и цитирует «Гамлета». На детективов начинается давление СМИ. Пэскоу познаёт особенности отцовства. |                                                 |                |                    |               |  |
| |                                                 |                |                    |               |  |
| 6 (3x02) | «Мёртвые головы» (англ. Deadheads)              | Эдвард Беннетт | Алан Плэйтер       | 28 июня 1997  |  |
| К Пэскоу обращается знакомый Дэлзила, владелец фирмы по производству керамики. Он подозревает своего коллегу в серии убийств, совершённых так, что их невозможно доказать. Это приводит детективов к расследованию всех загадочных смертей за последние десятки лет. Сложность дела и в том, что Элли становится подругой жены подозреваемого. Кроме этого, детективы ищут грабителей, которые собираются напасть на дом подозреваемого. Это дело становится поворотным в карьере Сикха. |                                                 |                |                    |               |  |
| |                                                 |                |                    |               |  |
| 7 (4x02) | «Выход» (англ. Exit Lines)                      | Росс Девениш   | Стивен Лаф         | 12 июля 1997  |  |
| Дэлзил попадает в автоаварию, в ходе которой погибает пешеход. Он отстранён от работы на время расследования. Это дело портит его отношения с Пэскоу, который в это время расследует убийство пожилого мужчины. Проблемой самого Пэскоу становится его тесть, страдающий старческим слабоумием. |                                                 |                |                    |               |  |
| |                                                 |                |                    |               |  |

### Третий сезон (1998)
| Номер | Название                                     | Режиссёр       | Сценарий     | Дата премьеры   |  |
| --- | -------------------------------------------- | -------------- | ------------ | --------------- |  |
| 8 (1x03) | «Преступный мир» (англ. Underworld)          | Эдвард Беннетт | Майкл Чаплин | 21 марта 1998   |  |
| В шахте найден скелет человека, пропавшего без вести 10 лет назад. В день, когда он исчез, была изнасилована и убита маленькая девочка. И хотя позже в её убийстве сознался другой человек, большинство жителей города считали пропавшего настоящим убийцей. Дэлзил и Пэскоу должны выяснить, кто повинен в убийстве. Дело осложняется тем, что Элли едва не начинает роман с сыном убитого.                                             |                                              |                |              |                 |  |
| |                                              |                |              |                 |  |
| 9 (2x03) | «Детская игра» (англ. Child's Play)          | Дэвид Уитли    | Майкл Чаплин | 28 марта 1998   |  |
| На похоронах пожилой женщины появляется неизвестный мужчина, который заявляет, что является её сыном. Это, конечно, не нравится её родственникам, которые рассчитывали на наследство. Вскоре предполагаемого сына находят застреленным около департамента полиции. Пока Дэлзил и Пэскоу расследуют это убийство, сержанту Уилду надо срочно решить свои проблемы. Неизвестный шантажирует Уилда, грозя раскрыть его тайну.               |                                              |                |              |                 |  |
| |                                              |                |              |                 |  |
| 10 (3x03) | «Кости и молчание» (англ. Bones and Silence) | Морис Филлипс  | Алан Плэйтер | 18 октября 1998 |  |
| Дэлзил становится свидетелем того, как его сосед убивает свою жену. Но и сосед, и другой свидетель утверждают, что женщина покончила с собой. Дэлзил хочет доказать вину соседа. На Уилда нападают гомофобы. В городе готовится большое представление, в котором будет участвовать Дэлзил. При этом ему нужно узнать, что за женщина пишет ему письма, в которых утверждает, что совершит самоубийство во время грядущего представления. |                                              |                |              |                 |  |
| |                                              |                |              |                 |  |
| 11 (4x03) | «Лес впереди» (англ. The Wood Beyond)        | Эдвард Беннетт | Эд Уитмор    | 25 октября 1998 |  |
| Группа активисток за права животных нападает на лабораторию, где проводят опыты над животными. Вскоре одну из активисток убивают. Дэлзил расследует это убийство, а Пэскоу в это время изучает архивные документы, чтобы найти своего деда, который пропал без вести во время Первой мировой войны. |                                              |                |              |                 |  |
| |                                              |                |              |                 |  |

### Четвёртый сезон (1999)
| Номер | Название                                            | Режиссёр      | Сценарий      | Дата премьеры |  |
| --- | --------------------------------------------------- | ------------- | ------------- | ------------- |  |
| 12 (1x04) | «На высоте Биулах» (англ. On Beulah Height)         | Морис Филлипс | Майкл Чаплин  | 12 июня 1999  |  |
| Дэлзил и Пэскоу вызваны в поселковую область на расследование исчезновения маленькой девочки. Дэлзил вспоминает, что 15 лет назад он расследовал в этом посёлке схожее исчезновение девочки. Но её найти не удалось. Уилди и сержант Айвар Новелла опрашивают местных жителей. А в это время Рози заболевает менингитом и впадает в кому. Питер и Элли в отчаянии. |                                                     |               |               |               |  |
| |                                                     |               |               |               |  |
| 13 (2x04) | «Восставший из мёртвых» (англ. Recalled to Life)    | Сури Кришнама | Тимоти Прагер | 19 июня 1999  |  |
| Молодую женщину признали виновной в убийстве жены своего любовника. Её делом занимался молодой Дэлзил. Спустя 35 лет дело пересматривает суд, и осуждённая заявляет, что она невиновна. Дэлзил не может определиться, допустил он ошибку при следствии или всё было правильно.                                                                                     |                                                     |               |               |               |  |
| |                                                     |               |               |               |  |
| 14 (3x04) | «Время действовать» (англ. Time to Go)              | Сури Кришнама | Дэвид Аштон   | 26 июня 1999  |  |
| Дэлзил и Пэскоу проводят операцию по пресечению торговли наркотиками. По подозрению в этом преступлении они арестовывают молодого парня, который, как выясняется, является сыном бывшей жены Дэлзила. Когда же происходит убийство наркоторговца, дело принимает другие обороты.                                                                                   |                                                     |               |               |               |  |
| |                                                     |               |               |               |  |
| 15 (4x04) | «Британский гренадер» (англ. The British Grenadier) | Морис Филлипс | Майкл Чаплин  | 3 июля 1999   |  |
| Ревнивый муж, заподозрив жену в неверности, берёт в заложники посетителей её кафе, убив при этом констебля. Среди посетителей находится и Дэлзил. Операцию по освобождению заложников поручают спецназовцу, известному своими жёсткими способами штурмов. |                                                     |               |               |               |  |
| |                                                     |               |               |               |  |

### Пятый сезон (2000)
| Номер | Название                                    | Режиссёр       | Сценарий                        | Дата премьеры |  |
| --- | ------------------------------------------- | -------------- | ------------------------------- | ------------- |  |
| 16 (1x05) | «Милый Лазарь» (англ. A Sweeter Lazarus)    | Стивен Уитакер | Майкл Дженнер                   | 1 июля 2000   |  |
| Дэлзил возвращается на работу после ранения. Он узнаёт, что новым шефом полиции стала женщина. В это время Пэскоу пытается доказать, что маньяк, убивший трёх женщин, сам выбросился с крыши, а не он его столкнул. Дэлзил узнаёт, что Питер разводится с Элли. |                                             |                |                                 |               |  |
| |                                             |                |                                 |               |  |
| 17 (2x05) | «Хитрый старый лис» (англ. Cunning Old Fox) | Мэттью Эванс   | Стив Эттридж и Малколм Брэдбери | 8 июля 2000   |  |
| Питер на время переезжает жить к Дэлзилу, пока не закончится развод с Элли. Вместе они расследуют странную смерть девушки, которая умерла во время охоты на лис. Чтобы выяснить правду, Дэлзил отправляет Новеллу на работу под прикрытием. |                                             |                |                                 |               |  |
| |                                             |                |                                 |               |  |
| 18 (3x05) | «Иностранные трупы» (англ. Foreign Bodies)  | Дэвид Уитли    | Малколм Брэдбери                | 15 июля 2000  |  |
| Дэлзил берёт отпуск и уезжает в другой город,чтобы встретиться с женщиной, в которую он был влюблён в прошлом. Однако забальзамированный труп в гробу, который вскоре будет найден местной полицией, а также убитый японский турист поменяют планы Эндрю. В то же время Питеру тоже есть чем заняться — произошло убийство, и каким-то образом оно связано с теми двумя убийствами, с которыми столкнулся Дэлзил. |                                             |                |                                 |               |  |
| |                                             |                |                                 |               |  |
| 19 (4x05) | «Вне закона» (англ. Above the Law)          | Пол Маркус     | Мэттью Холл                     | 22 июля 2000  |  |
| Застрелен судья Джерри Чанс, который находился под круглосуточной охраной, и Эндрю с Питером расследуют это убийство. Питер вновь встречается с Элли, но она ставит условие — либо семейная жизнь, либо работа полицейского, но в последнем случае она бросит его. |                                             |                |                                 |               |  |
| |                                             |                |                                 |               |  |

### Шестой сезон (2001)
| Номер | Название                                              | Режиссёр             | Сценарий                         | Дата премьеры   |  |
| --- | ----------------------------------------------------- | -------------------- | -------------------------------- | --------------- |  |
| 20 (1x06) | «Стена молчания» (англ. Walls of Silence)             | Эшли Пирс            | Мэттью Холл                      | 29 октября 2001 |  |
| Пэскоу развёлся с Элли. Он с Дэлзилом приступает к расследованию нового убийства — талантливый молодой музыкант найден мёртвым в озере. Дэлзил вспоминает, что несколько лет назад он во время погони за преступником попал в ДТП, в результате чего погибла мать умершего музыканта. Дело запутывается. |                                                       |                      |                                  |                 |  |
| |                                                       |                      |                                  |                 |  |
| 21 (2x06) | «Прописные истины» (англ. Home Truths)                | Лоуренс Гордон Кларк | Элизабет-Энн Вилл                | 5 ноября 2001   |  |
| Питер заводит роман с девушкой-патологоанатомом. Новелла признаётся Уилду, что влюблена в Питера. Дэлзил выезжает на расследование убийства молодой девушки азиатского происхождения, дочери известного политического деятеля. У команды Дэлзила сразу начинается конфликт с местными полицейскими. Расследование убийства грозит привести к межрасовым разборкам.                                                                                           |                                                       |                      |                                  |                 |  |
| |                                                       |                      |                                  |                 |  |
| 22 (3x06) | «Секреты мертвецов» (англ. Secrets of the Dead)       | Росс Девениш         | Пол Нидхам                       | 12 ноября 2001  |  |
| Пэскоу готовится к поездке в США к Элли и Рози, где ему предстоит познакомиться с новым мужем Элли. При этом становится известно, что Пэскоу рискует попасть в ураган, который надвигается на США. Дэлзил и Уилд приступают к расследованию убийства известного адвоката. Дэлзил узнаёт о том, что у него есть сын, причём он как-то связан с этим убийством, но вскоре и его убивают. Энди не может справиться с горем, но к нему на помощь приходит Питер. |                                                       |                      |                                  |                 |  |
| |                                                       |                      |                                  |                 |  |
| 23 (4x06) | «Правда и последствия» (англ. Truth and Consequences) | Дэвид Уитли          | Дэвид Гилман и Элизабет-Энн Вилл | 19 ноября 2001  |  |
| Найден человеческий скелет с проломленным черепом, который был спрятан от людей более 20 лет. Дэлзил и Пэскоу приезжают в окрестности, где произошло убийство, но там очень не любят полицейских. Эндрю навещает свою сестру, Хэрриет, которую не видел много лет. Питер раздумывает о переводе в полицию Шотландии. |                                                       |                      |                                  |                 |  |
| |                                                       |                      |                                  |                 |  |

### Седьмой сезон (2002)
| Номер | Название                                          | Режиссёр             | Сценарий          | Дата премьеры        |  |
| --- | ------------------------------------------------- | -------------------- | ----------------- | -------------------- |  |
| 24 (1x07) | «Нежелательный» (англ. The Unwanted)              | Патрик Лау           | Манжит Сикх       | 30 сентября 2002     |  |
| Пэскоу приглашён на свадьбу своего армейского друга, а заодно навещает родителей. Во время свадьбы всплывают многие неприятные подробности из жизни молодожёнов. В скором времени труп одного из самых нахальных гостей свадьбы будет найден в местном свинарнике. На место свадьбы приезжает Дэлзил. В скором времени происходит ещё несколько убийств, и подозреваемыми в них становится семья Пэскоу. |                                                   |                      |                   |                      |  |
| |                                                   |                      |                   |                      |  |
| 25 (2x07) | «Безумие» (англ. Mens Sana)                       | Джульет Мэй          | Стивен Кратчетт   | 7 октября 2002       |  |
| Дэлзил отстранён от работы на месяц для восстановления от последствий инфаркта. В тот же день, когда Дэлзил выписывается из лечебницы, в ней происходит убийство пожилой женщины. Пэскоу приступает к расследованию, а в свободное время встречается с девушкой-врачом, работающей там же. |                                                   |                      |                   |                      |  |
| |                                                   |                      |                   |                      |  |
| 26 (3x07) | «Грехи отцов» (англ. Sins of the Fathers)         | Лоуренс Гордон Кларк | Элизабет-Энн Вилл | 14 октября 2002      |  |
| Молодая женщина сбила на машине мужчину. Когда к месту происшествия приехала полиция, то сбитого мужчины там уже не было, зато был труп убитого молодого священника. Дэлзил и Пэскоу выясняют, может ли быть связан с этим убийством случай чудесного исцеления в лесу. Дэлзил встречает Хэрриет и узнаёт, что у неё рак.                                                                                |                                                   |                      |                   |                      |  |
| |                                                   |                      |                   |                      |  |
| 27 (4x07) | «Ни за что на свете» (англ. For Love nor Money)   | Уоррен Кларк         | Марк Холлоуэй     | 21 октября 2002      |  |
| Полицейский детектив Дональд Фитцджеральд празднично ушёл в отставку. На следующий же день его находят убитым на поле для гольфа. Незадолго до окончания карьеры Фитцджеральд вёл дело об убийстве, но обвинённый в этом преступлении был оправдан. Дружба Эндрю и Питера под угрозой. |                                                   |                      |                   |                      |  |
| |                                                   |                      |                   |                      |  |
| 28 (5x07) | «Диалоги мертвецов» (англ. Dialogues of the Dead) | Патрик Лай           | Хью Стаддарт      | 21 и 22 декабря 2002 |  |
| Дэлзил и Пэскоу приступают к расследованию одних из самых загадочных преступлений в своей карьере. Серийный убийца убивает своих жертв, а потом оставляет послания полиции, с подробностями. Несмотря на обилие улик, убийца почти неуловим. |                                                   |                      |                   |                      |  |
| |                                                   |                      |                   |                      |  |

### Восьмой сезон (2004)
| Номер | Название                                          | Режиссёр       | Сценарий          | Дата премьеры  |  |
| --- | ------------------------------------------------- | -------------- | ----------------- | -------------- |  |
| 29 (1x08) | «Игра в солдатики» (англ. A Game of Soldiers)     | Патрик Лау     | Стен Хэй          | 3 января 2004  |  |
| Дэлзил и Пэскоу вызваны на расследование убийства американской туристки, жены американского полицейского детектива. Дэлзил встречает свою бывшую возлюбленную, полицейского детектива Дженни Этрик. У них возобновляются отношения. Но в дело вмешивается вдовец жертвы и бывший муж Дженни.                                                        |                                                   |                |                   |                |  |
| |                                                   |                |                   |                |  |
| 30 (2x08) | «Цена славы» (англ. The Price of Fame)            | Дэвид Уитли    | Тони МакХэйл      | 10 января 2004 |  |
| Дэлзил отстранён от дела за то, что попытался во время допроса ударить подозреваемого в похищении маленькой девочки. Саму девочку не нашли. Дэлзил подумывает об уходе с работы. Пэскоу и Спайк приступают к расследованию убийства ведущей телешоу. Вместо Дэлзила назначают худшего детектива в полиции.                                          |                                                   |                |                   |                |  |
| |                                                   |                |                   |                |  |
| 31 (3x08) | «Легенда о болотной собаке» (англ. Great Escapes) | Колин Бьюкенен | Элизабет-Энн Вилл | 17 января 2004 |  |
| Дэлзил проводит ночь в небольшой харчевне, потому что среди ночи у него на пути сломалась машина. Там он узнаёт, что неподалёку находится беглец, который был осуждён за убийство жены. А вскоре там же происходит зверское убийство барменши этой харчевни. И тот факт, что она была главным свидетелем по делу беглеца, лишь спутывает следствие. |                                                   |                |                   |                |  |
| |                                                   |                |                   |                |  |
| 32 (4x08) | «Простофиля» (англ. Soft Touch)                   | Пол Маркус     | Билл Гаранджер    | 24 января 2004 |  |
| Дэлзил обеспокоен и зол предложением начальства о его понижении на должность консультанта. Даже дело об убийствах неизвестного мужчины, чей труп был найден на берегу реки, и владельца обувной фабрики, которые на первый взгляд не связаны, не может его отвлечь. Один из коллег предлагает ему уйти в отставку. У Спайк проблемы с сыном.        |                                                   |                |                   |                |  |
| |                                                   |                |                   |                |  |

### Девятый сезон (2004)
| Номер | Название                                   | Режиссёр      | Сценарий     | Дата премьеры        |  |
| --- | ------------------------------------------ | ------------- | ------------ | -------------------- |  |
| 33 (1x09) | «Потерявший голову» (англ. Heads You Lose) | Мэтью Эванс   | Тони МакХэйл | 30 и 31 января 2004  |  |
| Во время преследования преступников на машине, Пэскоу попадает в аварию и впадает в кому. Дэлзил сильно переживает за друга. Несмотря на это, он с холодной головой приступает к расследованию нового дела о найденном в озере женском расчленённом трупе. Расследование убийства приводит Дэлзила в больницу, где лежит Питер. Придя в себя, Пэскоу заводит роман с медсестрой и при этом активно участвует в расследовании убийства.              |                                            |               |              |                      |  |
| |                                            |               |              |                      |  |
| 34 (2x09) | «Мертвечина» (англ. Dead Meat)             | Патрик Лау    | Тони МакХэйл | 6 и 7 февраля 2004   |  |
| В клетке с тигром в зоопарке был найден труп мужчины, и всё указывает на то, что эта смерть была убийством. Дэлзил и Пэскоу ведут расследование и сталкиваются со старым нераскрытым делом об убийстве, произошедшем в этом зоопарке 24 года назад. Питер встречается с Элли и Рози, приехавшими в Йоркшир, и просит их не уезжать. |                                            |               |              |                      |  |
| |                                            |               |              |                      |  |
| 35 (3x09) | «Раскопки» (англ. The Dig)                 | Дэвид Тэкер   | Тони МакХэйл | 13 и 14 февраля 2004 |  |
| На археологических раскопках найден скелет мужчины, убитого около полугода назад. Дэлзил и Пэскоу при расследовании замечают, что между археологами и местными строителями разгорается конфликт из-за строительства дороги на раскапываемой территории. Дэлзил узнаёт о том, что на свободу вышел отсидевший 16 лет в тюрьме убийца, которого он посадил и которого особенно ненавидел. Дэлзил борется за внимание нового патолога, Элеоноры Браун. |                                            |               |              |                      |  |
| |                                            |               |              |                      |  |
| 36 (4x09) | «Ибо прах ты» (англ. Dust Thou Art)        | Гвеннан Сэйдж | Симон Шарке  | 20 и 21 февраля 2004 |  |
| Мария Джексон становится свидетелем похищения школьницы. Она попыталась помешать похитителю и тоже была похищена. В тот же день Пэскоу становится свидетелем того, как машина пытается сбить богатую женщину. А на следующий день они с Дэлзилом начинают расследование убийства молодого учителя музыки, который преподавал похищенной девочке. Все эти преступления оказываются связаны между собой.                                              |                                            |               |              |                      |  |
| |                                            |               |              |                      |  |

### Десятый сезон (2006)
| Номер | Название                                                     | Режиссёр       | Сценарий          | Дата премьеры       |  |
| --- | ------------------------------------------------------------ | -------------- | ----------------- | ------------------- |  |
| 37 (1x10) | «Призрак Гудини» (англ. Houdini's Ghost)                     | Патрик Лау     | Элизабет-Энн Вилл | 6 и 7 марта 2006    |  |
| Выстрелом в голову покончил с собой, либо был убит богатый бизнесмен, причём предполагаемое убийство произошло в комнате, куда никто не мог зайти и которая была заперта изнутри. 20 лет назад Дэлзил расследовал ограбление в его доме и в этот же период завёл роман с его женой. Он с Пэскоу приступает к новому расследованию. Кроме этого, Дэлзил решает бросить курить. Дело запутывается, Питер обвиняет Дэлзила в предательстве. |                                                              |                |                   |                     |  |
| |                                                              |                |                   |                     |  |
| 38 (2x10) | «Дни славы» (англ. Glory Days)                               | Колин Бьюкенен | Тони МакХэйл      | 13 и 14 марта 2006  |  |
| Автобус с футбольной командой сталкивается с поездом, происходит крушение, погибают трое членов команды. Водитель автобуса убегает с места преступления. Дэлзил и Пэскоу считают, что авария не была случайной и в автобусе произошло убийство. Кроме того, всплывает старое дело о нераскрытом убийстве маленькой девочки, произошедшем во время футбольных беспорядков.                                                                |                                                              |                |                   |                     |  |
| |                                                              |                |                   |                     |  |
| 39 (3x10) | «Неподходящее место и время» (англ. Wrong time, Wrong Place) | Уоррен Кларк   | Стен Хэй          | 27 и 28 марта 2006  |  |
| Дэлзил и Пэскоу приезжают в Амстердам на конференцию полицейских детективов. Местная полиция встречает их с нескрываемым раздражением. Дэлзил знакомится с молодой певицей и проводит с ней ночь, а наутро он видит, что ей перерезали горло. Эндрю становится подозреваемым в этом убийстве. |                                                              |                |                   |                     |  |
| |                                                              |                |                   |                     |  |
| 40 (4x10) | «Ангел-хранитель» (англ. Guardian Angel)                     | Пол Маркус     | Гленн Чендлер     | 3 и 4 апреля 2006   |  |
| Обычная домохозяйка отравляется опасным токсином при покупках в магазине, впадает в кому и умирает в тот же день. Дэлзил и Пэскоу приступают к расследованию. Всё это происходит на фоне большого пенсионного скандала. Рози приезжает к отцу и говорит, что не хочет уезжать. В скором времени похожим образом убивают ещё одну женщину.                                                                                                |                                                              |                |                   |                     |  |
| |                                                              |                |                   |                     |  |
| 41 (5x10) | «Смерть в семье» (англ. A Death in The Family)               | Ричард Сайни   | Николас Мартин    | 10 и 11 апреля 2006 |  |
| Во время ограбления банковского хранилища бандиты убивают охранника Дэйва Комптона, в прошлом работавшего полицейским детективом и дружившего с Дэлзилом. Латиф узнаёт о причастности к делу азиатской мафии. |                                                              |                |                   |                     |  |
| |                                                              |                |                   |                     |  |

### Одиннадцатый сезон (2006)
| Номер | Название                                  | Режиссёр     | Сценарий                       | Дата премьеры         |  |
| --- | ----------------------------------------- | ------------ | ------------------------------ | --------------------- |  |
| 42 (1x11) | «Пещерная женщина» (англ. The Cave Woman) | Минки Спайро | Дасти Хаджес                   | 3 и 4 сентября 2006   |  |
| Латиф, принявший участие в операции по спасению спелеологов, застрявших в пещере, находит там же завёрнутый в полиэтилен скелет женщины. Дэлзил и Пэскоу приступают к расследованию и вскоре узнают, что скелет принадлежит бывшей жене главного констебля, которая пропала без вести 21 год назад. Латиф пытается угодить Дэлзилу и лезет в пещеру в поисках доказательств, но погибает. Пош винит Дэлзила в гибели Латифа. При этом по делу убивают ещё одного человека. |                                           |              |                                |                       |  |
| |                                           |              |                                |                       |  |
| 43 (2x11) | «Падший ангел» (англ. Fallen Angel)       | Йен Кнокс    | Джоанна МакЭндрю и Эллиот Хоуп | 10 и 11 сентября 2006 |  |
| Дэлзил и Пэскоу расследуют убийство жокея на ипподроме. В ходе этого расследования они обнаруживают, что он был отравлен разжижающим кровь препаратом. Расследование приводит их к ветеринару и одному из клиентов ипподрома, который играет в азартные игры. |                                           |              |                                |                       |  |
| |                                           |              |                                |                       |  |

### Двенадцатый сезон (2007)
| Номер | Название                                                 | Режиссёр    | Сценарий     | Дата премьеры     |  |
| --- | -------------------------------------------------------- | ----------- | ------------ | ----------------- |  |
| 44 (1×12) | «Демоны на наших плечах» (англ. Demons on our Shoulders) | Патрик Лау  | Пол Биллинг  | 6 и 13 мая 2007   |  |
| В Йоркшире празднуется Хэллоуин. Пэскоу празднует день рождения, но вскоре ему приходится поехать на новое дело — произошло убийство. Выстрелом в упор убита некая миссис Джинн Гамильтон, а её муж бесследно исчезает. Их дети уверены в том, что отец виновен в убийстве.    |                                                          |             |              |                   |  |
| |                                                          |             |              |                   |  |
| 45 (2×12) | «Проект Афродита» (англ. Project Aphrodite)              | Дэвид Такер | Эдел Броснан | 14 и 15 июня 2007 |  |
| Студент биологического факультета найден мёртвым в лаборатории. Пэскоу и Пош приезжают на расследование, так как происшествие довольно подозрительно. Дэлзил возвращается с отдыха из Австралии и присоединяется к ним.                                                        |                                                          |             |              |                   |  |
| |                                                          |             |              |                   |  |
| 46 (3x12) | «Под тёмными небесами» (англ. Under Dark Stars)          | Алан Гринт  | Пол Биллинг  | 21 и 22 июня 2007 |  |
| Дэлзил и Пэскоу присутствуют на суде, где присяжные оправдывают обвиняемого в убийстве двух подростков. В тот же день похищают свидетеля по делу. Пэскоу становится невольным свидетелем нового убийства. Ему предстоит выбирать между личными убеждениями и служебным долгом. |                                                          |             |              |                   |  |
| |                                                          |             |              |                   |  |

## Комментарии
1. ↑  Правильнее Па́ско[1].
2. ↑  Первое появление детектива Ширли «Айвор» Новелло.
3. ↑  В этой серии также упоминается дело Бриджуотерской четвёрки и убийство Джона Кеннеди.
4. ↑  Последнее появление детектива Ширли «Айвор» Новелло.
5. ↑  Последнее появление сержанта Уилда.
6. ↑  Первое появление детектива Пэрвеза Латифа.
7. ↑  Последнее появление Элли Пэскоу.
8. ↑  Первое появление констебля Ким Пош Спайсер.
9. ↑  Последнее появление Рози Пэскоу.
10. ↑  Последнее появление детектива Пэрвеза Латифа в связи с гибелью персонажа.